# Дълбока мрежа
Дълбока мрежа (понякога наричана невидимата мрежа, скритата мрежа, (deep web, invisible web, hidden web)) – част от World Wide Web, неиндексирана от търсещите машини. Не бива да се бърка понятието „дълбока мрежа“ с „тъмна мрежа“.

## Проблеми на WWW
В дълбоката мрежа, се намират страниците, които не са свързани с останалите – например страници, които са динамично създавани от базите от данни. Дълбоката мрежа включва и страници, достъпът до които е разрешен само за регистрирани потребители. Търсещите машини използват търсещи роботи (crawlers), които индексират хипервръзките и съдържанието на страниците. Обикновено тези „роботи“ не отправят заявки към базата от данни (в изключение на случаите указани в отделна хипервръзка на сайта). Поради тази причина огромна част от World Wide Web се оказва „дълбоко“, скрита от търсещите системи.

## Мащаби
През 2000 година търсачката „BrightPlanet“ провежда изследване, чиито резултати показват, че в дълбоката мрежа се намират 500 пъти повече документи, от колкото в достъпната. Тази стойност е приблизителна, но неефективността на съвременните търсещи машини е шокираща. Има няколко стадия на дълбоката мрежа и в тези стадии има нива. Например в първия стадии естествено наименуван Deep web има Deep wiki, deep wik 2 и т.н. Другите стадии са наименувани, като например вторият се казва Shadow web, а най-дълбокият стадии се казва Marianas web.

## Решения
През 2005 година компанията „Yahoo!“ прави сериозна крачка към решаването на този проблем. Тя създава търсещия робот „Yahoo! Subscriptions“, който индексира сред страници с регистриран достъп на потребители.
Това не е цялостно решение на проблема. Експертите в тази област, продължават с усилията си да индексират съдържанието на базите от данни и страниците без свободен достъп.

## Специални търсещи машини
- Yahoo! Subscriptions Архив на оригинала от 2005-10-01 в Wayback Machine.
- QProber: Класификация и „търсене“ сред „скрити“ бази от данни
- MetaQuerier: Интегрира и изследва дълбоката мрежа Архив на оригинала от 2005-07-31 в Wayback Machine.